# Strobilanthes pinnatifidus
Strobilanthes pinnatifidus är en akantusväxtart som beskrevs av Chao Zong Zheng. Strobilanthes pinnatifidus ingår i släktet Strobilanthes och familjen akantusväxter. Inga underarter finns listade i Catalogue of Life.